# Casados con hijos (Colombia)
Casados con hijos es una serie de televisión colombiana producida por Sony Pictures Television para Caracol Televisión en 2004. Es la versión colombiana de la original estadounidense Married... with Children, Trata la historia de los Rocha, una familia de clase media de Bogotá que a duras penas pueden vivir con el miserable sueldo del padre, las locuras de la madre y las tonterías que cometen los hijos.
Está protagonizada por Santiago Rodríguez, Lorna Cepeda, Lina Luna, Miguel González e Iván González, además cuenta con la participación antagónica de María Isabel Henao y la actuación especial de Carlos Humberto Camacho.

## Sinopsis
Una mamá modelo, un ejemplo de papá y unos hijos que no rompen un plato serán el abrebocas para divertirse y no parar de reír con esta peculiar y picaresca familia.Esta comedia negra se centra en la vida de los Rocha, quienes conforman una típica familia estrato 3 y ½ que vive en Bogotá. Francisco Rocha y Dolores llevan 16 años de matrimonio y tienen dos hijos: Kelly 16 y Willington 14. Los acompaña además Fénix, un perro viejo de raza “terracero”, quien es testigo mudo de las disparatadas situaciones que se viven al interior del hogar. Como cualquier familia que se respete, son una tribu disfuncional y caótica. A Paco y Lola ya se les ha extinguido el amor. Viven juntos por costumbre y pereza de separarse, y porque de alguna manera disfrutan el estar insultándose, menospreciándose y lanzándose puyas a toda hora. Eso les da un motivo para vivir. 
Paco y Lola se casaron cuando ella notó la ausencia de su período y con una rápida prueba de embarazo casero descubrió que estaba esperando un bebé. Así, la luna de miel se dio en el parque nacional, comiendo sancocho trasnochado, y terminaron en la estación de policía cuando los descubrieron “haciendo cositas” detrás de un arbusto. Quizás fue el nacimiento de Kelly el que marcó la muerte de este amor idílico y juvenil, y lo convirtió en resignación, típico de las parejas modernas, donde la dependencia es tan fuerte y la jartera de trastearse tan grande que no hay más remedio que seguir viviendo juntos. 
La plata es un problema latente en los Rocha. Es verdad que tienen el dinero suficiente para vivir, pero nunca para darse lujos adicionales. Por esto son amantes de todo lo que diga “gratis”.

## Elenco

### Principal
| Actor/Actriz                   | Personaje                            |
| ------------------------------ | ------------------------------------ |
| Santiago Rodríguez             | Francisco Elías "Paco" Rocha Pinilla |
| Lorna Cepeda                   | Dolores "Lola" Pinilla Rocha         |
| Lina Luna                      | Kelly Rocha Pinilla                  |
| María Isabel Henao             | Amparo Restrepo de Pachón            |
| Carlos Humberto Camacho        | Óscar Pachón                         |
| Iván González (Infancia)       | Willington "Willy" Rocha Pinilla     |
| Miguel González (Adolescencia) | Willington "Willy" Rocha Pinilla     |
| Jorge Marín                    | Jefferson Pachón                     |

### Personajes recurrentes
| Actor/Actriz       | Personaje     | Rol                     |
| ------------------ | ------------- | ----------------------- |
| Andrés Ruíz        | Manuel        |                         |
| Claudia Mora       | María Cla     |                         |
| Inés Prieto        |               | Cliente de la zapatería |
| Jimmy Vásquez      | Lucas Ventura | Amigo de Paco           |
| José Manuel Ospina | Manolo        | Amigo de Paco           |
| Julio Correal      | Carlitos      | Amigo de Paco           |
| Lucía Rengifo      |               | Cliente de la zapatería |

### Actuaciones Especiales
| Artista                 | Personaje          | Rol                                               | Capítulo                       |
| ----------------------- | ------------------ | ------------------------------------------------- | ------------------------------ |
| Ana María Kamper        |                    | Profesora de Kelly                                | El Diploma                     |
| Andrés Parra            | Néstor Elías       |                                                   |                                |
| Claudia de Hoyos        | Gloria             | Exnovia de Paco en el colegio                     | Por amor a Gloria              |
| Cristian Gómez          | Pancrasio Ricaurte | Dueño de la relojería donde trabaja Lola          | Lola Trabaja                   |
| Diana Neira             | Nana               | Novia del primo Jimmy                             | El Regalo de Matrimonio        |
| Don Jediondo            |                    | Presentador de TV                                 | Una propuesta indecente        |
| Erika Glasser           | Cameron            | Estudiante de intercambio de Estados Unidos       | El Intercambio                 |
| Fabiola Posada          | Sandy Rubio        | Exnovia del colegio de Paco                       | Mi Herencia                    |
| Guillermo Olarte        | Doctor Tura        | Odontólogo de Paco                                | Ojo por ojo, diente por diente |
| Gustavo Angarita Jr.    | Narciso Arroyave   | Papá de Manuel                                    | El Novio de Kelly              |
| Herbert King            | "Llanta Gol"       | Excompañero de colegio de Paco                    | El Cela                        |
| Hernán Méndez           |                    | Supervisor del supermercado Parker                | El Suuupermercado Parte 1 y 2  |
| Jaime Santos            | Doctor Mercado     | Gerente del supermercado Parker                   | El Suuupermercado Parte 2      |
| Javier Botero           |                    | Amigo de Willy                                    | La Cita de Willy               |
| Javier Hernández Bonnet | Él mismo           | Presentador deportivo                             | El juego perfecto              |
| José Rojas              | Norman Rolla       | Esposo de Lola , en un mundo hipotético sin Paco  | Navidad Dulce Navidad Parte 2  |
| Juan Camilo Donado      | Mateo Toquica      | Jugador de fútbol del Colegio Amansando el Futuro | Fuera de Lugar                 |
| Julio Sánchez Coccaro   | Ángel              | Ángel de La Guarda de Paco                        | Navidad Dulce Navidad Parte 2  |
| Kenny Delgado           | Cándido Choro      | Ladrón que demanda a Paco                         | Ladrón que roba a ladrón       |
| Luis Enrique Roldán     | Bonifacio          | Concejal novio de Kelly                           | El concejal                    |
| María Luisa Rey         |                    | Profesora de las porristas                        | Fuera de lugar                 |
| Marisella González      | Miss Spikinglis    | Profesora de Willy                                | La Profe de Inglés             |
| Mauricio Figueroa       | Hércules Barón     | Presentador de " Tú Lado Femenino"                | N.O H.E.M.B.R.A.S              |
| Mauro Urquijo           | Lolo López Lopera  | Presentador del concurso "Otro Chance"            | Otro Chance                    |
| Orlando Lamboglia       | Roco Lopera        | Compañero de Bolos de Paco                        | El juego perfecto              |
| Óscar Borda             | Johny Lozano       | El hombre más sano de Colombia                    | Lo sano es con Lozano          |
| Lina Angarita           | Rebecca            | Pretendiente de Paco                              | Paco's Fan Club                |
| Ricardo Orrego          | Él mismo           | Presentador deportivo                             | La Gran Apuesta                |
| Richard Martínez        | Manuel Arroyave    | Novio de Kelly, hijo de Narciso                   | El Novio de Kelly              |
| Rocío Mora              | Doña Rocío         | Cliente del supermercado                          | El Supermercado Parte 1        |
| Rosemary Bohórquez      | Remedios           | Enemiga y excompañera de Lola en colegio          | El Match de Bolos              |
| Santiago Bejarano       |                    | Vendedor de carros                                | Carro nuevo                    |

## Producción
La producción fue realizada por Caracol Televisión, en asociación son Sony Pictures Television.  Cuando Sony vendió los derechos de la comedia, se acordó que las locaciones, los libretos y las caracterizaciones de los personajes debían adaptarse fielmente al programa original. Y así se hizo, con excepción de algunos detalles que dan el toque de localismo, como que en vez de nombrar un equipo de béisbol o fútbol americano, nombran al Once Caldas, apunta Andrés Marroquín, el director de la versión nacional. 
La casa de los Rocha Pinilla luce idéntica a la de la familia Bundy: tiene la misma sala con sofá para ver TV, cocina tipo americana, escaleras de madera que conducen al nido de amor de la singular pareja y hasta la misma puerta con ventanales por los que los vecinos asoman su nariz y fisgonean.

## Premios y nominaciones

### Premios India Catalina
| Año  | Categoría                  | Nominado                   | Resultado |
| ---- | -------------------------- | -------------------------- | --------- |
| 2005 | Mejor programa humorístico | Mejor programa humorístico | Nominado  |

### Premios TV y Novelas[3]
| Año  | Categoría                  | Nominado                   | Resultado |
| ---- | -------------------------- | -------------------------- | --------- |
| 2005 | Mejor programa humorístico | Mejor programa humorístico | Nominado  |

### Premios Talento Caracol
| Año  | Categoría                   | Nominado                    | Resultado |
| ---- | --------------------------- | --------------------------- | --------- |
| 2004 | Mejor comedia o dramatizado | Mejor comedia o dramatizado | Ganador   |
| 2004 | Mejor actor infantil        | Iván González               | Ganador   |